# Fangelturm (Neubrandenburg)

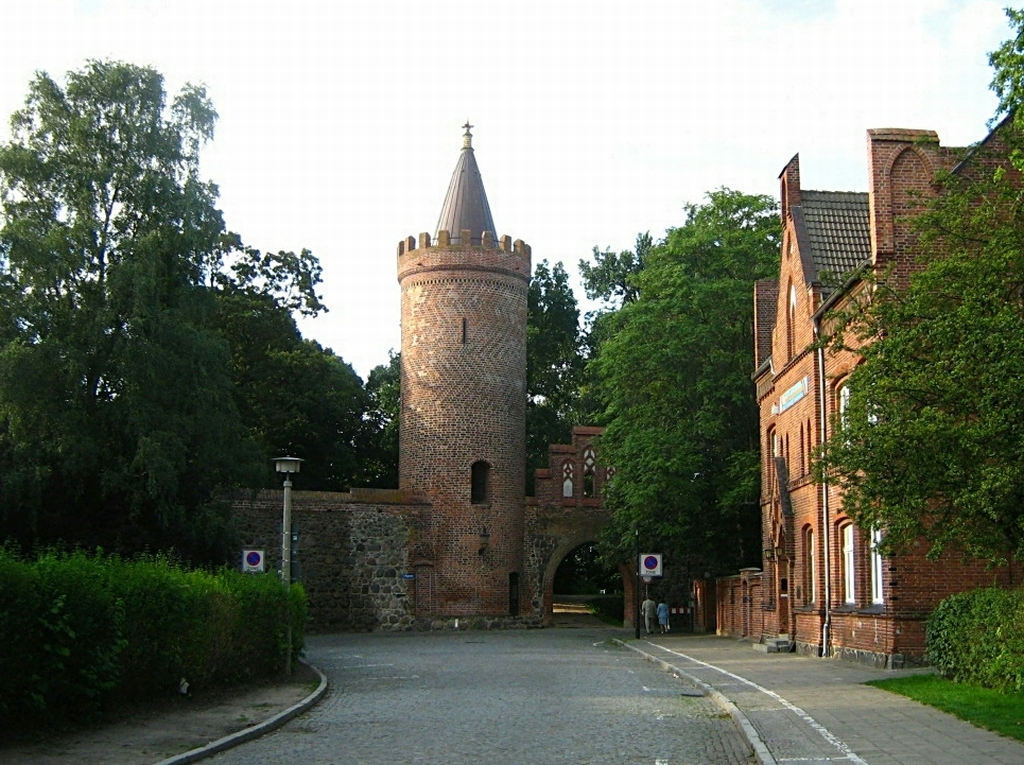
Fangelturm (Mönchenturm) in der Stadtmauer von Neubrandenburg

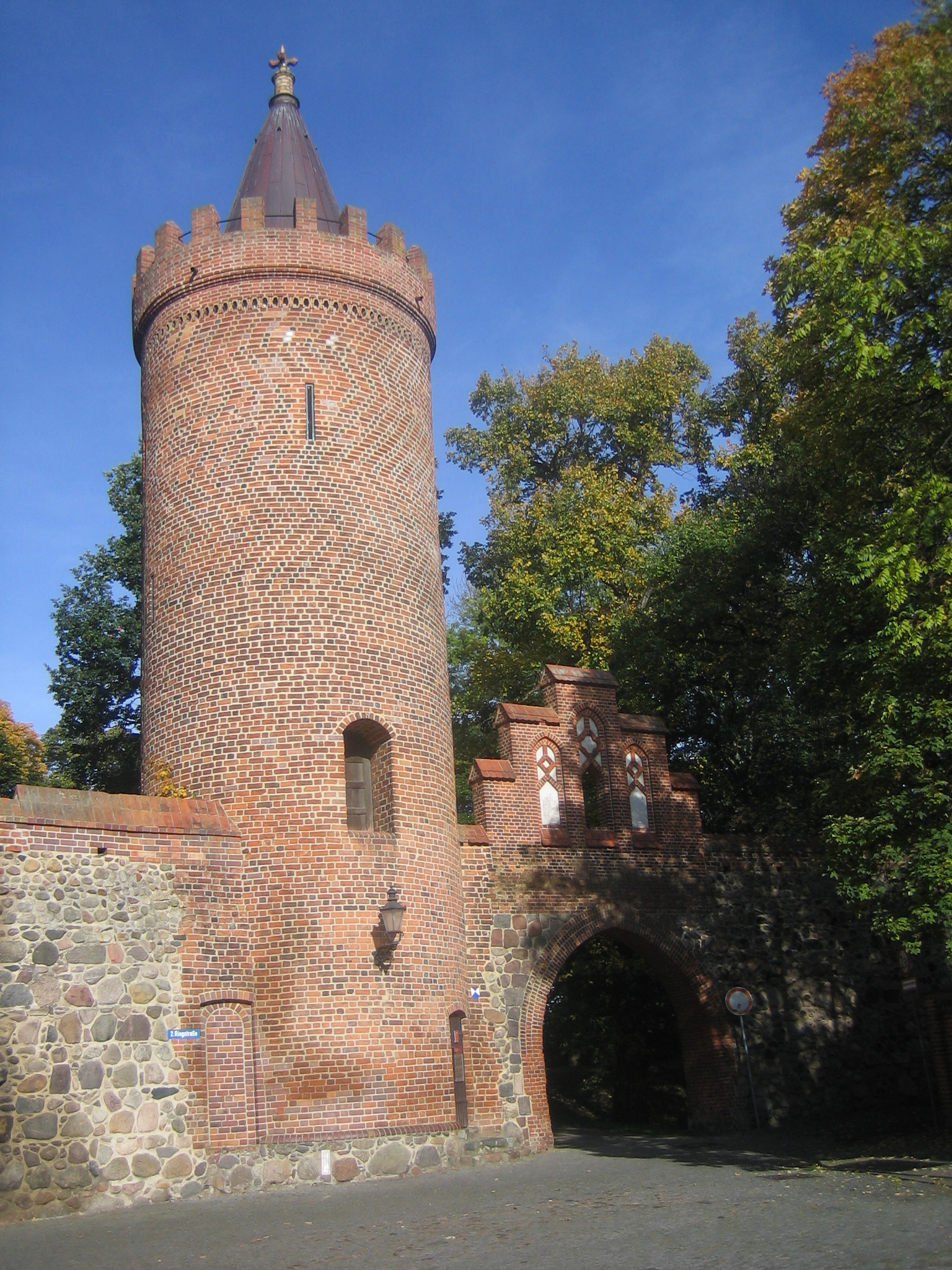
Nahansicht

Der Fangelturm, auch Mönchenturm,  in Neubrandenburg ist ein Wehrturm der mittelalterlichen Stadtmauer Neubrandenburg. Er befindet sich in der Darrenstraße im nördlichen Teil des Stadtzentrums. Der Fangelturm wurde bis ins 19. Jahrhundert, wie der Name sagt, als Stadtgefängnis genutzt. In der Nähe befand sich ein Franziskanerkloster, nach dem der Turm auch Mönchenturm genannt wurde.

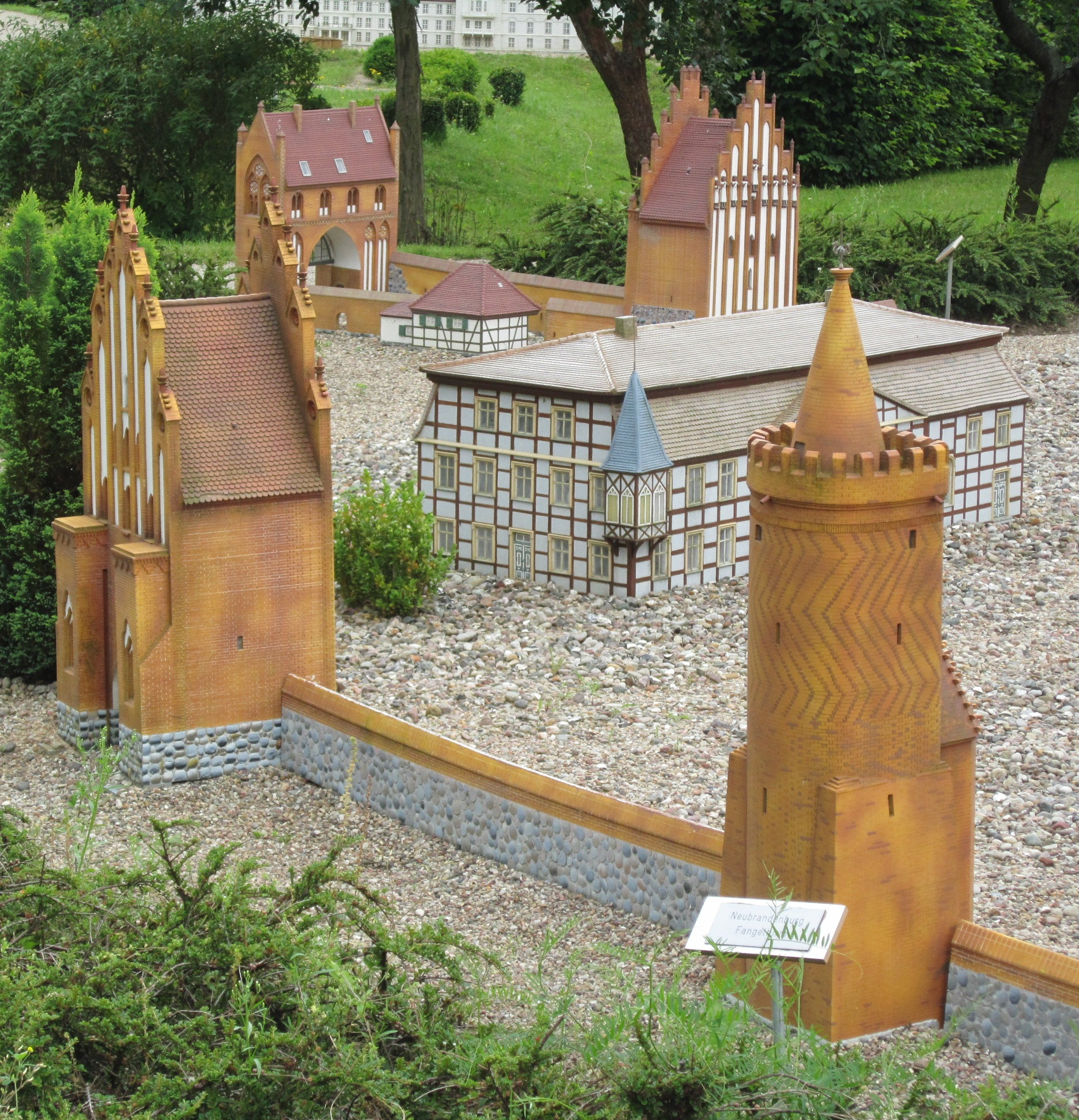
Modell des 1899 eingestürzten Wehrturmes in der Turmstraße

Der Fangelturm ist einer von ehemals zwei Wehrtürmen, die im 15. Jahrhundert anstelle von Wiekhäusern in der Stadtmauer errichtet wurden. Beide dienten der Absicherung der Stadt Richtung Norden und Osten zum Herzogtum Pommern. Der andere, höhere, auf den Grundmauern eines Wiekhauses errichtete Wehrturm befand sich am Ende in der nach ihm benannten Turmstraße und stürzte im Jahr 1899 wegen statischer Probleme ein.
Das Bauwerk ist 25 Meter hoch, bei einem Durchmesser von 6,50 Metern. Die Wanddicke beträgt am Fuß 2,30 Meter. Der Turm ließ sich früher nur über einen Eingang in sechs Metern Höhe über Leitern erreichen. Sein heutiges Aussehen als dreigeschossiger, runder Backsteinturm mit Zinnenkranz und kegelförmigem Helm erhielt der Turm durch die Rekonstruktionen im 19. Jahrhundert. Auch der jetzige Zugang wurden erst im 19. Jahrhundert geschaffen. Im Zuge dieser Baumaßnahmen entstand auch der im gotischen Stil gestaltete Durchbruch neben dem Turm. Seit Mitte der 1990er Jahre ist der Turm für Besucher zugänglich.
Im Gebäude befindet sich ein kuppelartiges, ungefähr acht Meter hohes Gewölbe mit einer runden Öffnung von etwa 70 Zentimetern Durchmesser, das sogenannte Angstloch. Dies war der einzige Zugang zum darunter befindlichen Gefangenenverlies, über den die Gefangenen mit Lebensmitteln, Licht und Luft versorgt wurden. Auch die Verurteilten selbst wurden durch diese Öffnung ins Verlies hinabgelassen. Die heutige Tür im Erdgeschoss stammt aus späterer Zeit.